# Kiss One More Time
"♥KISS♥ ONE MORE TIME" es el segundo sencillo de Tommy February6, alter ego de la cantante japonesa Tomoko Kawase. La canción alcanzó el puesto n.º 12 en las listas Oricon.
El tema musical "Tommy Feb Latte, Macaron." fue utilizado como opening de la serie anime Piropo, mientras que "★CANDY POP IN LOVE★" fue utilizado en el comercial de Non-no, revista mensual de chicas editada por Shūeisha.

## Lista de canciones
1. ♥KISS♥ ONE MORE TIME
2. Tommy Feb Latte, Macaron. (トミーフェブラッテ、マカロン。?)
3. ★CANDY POP IN LOVE★
4. KISS ONE MORE TIME (Sunaga't Experience's EURO/SET REMIX)